# Guillermo Soppe
Guillermo Soppe (Córdoba, 17 de septiembre de 1960) es un Maestro Internacional de ajedrez argentino.

## Resultados destacados en competición
Fue dos veces ganador del Campeonato de Argentina de ajedrez, en el año 1990 en San Luis, después del ganar el desempate contra Marcelo Tempone en Córdoba y en el año 2003.
Participó representando a Argentina en cinco Olimpíadas de ajedrez en los años 1990, 1992, 1996, 2000, 2002 y 2004, y en tres Campeonatos Panamericanos de ajedrez por equipos en los años 1985 y 1995, alcanzando en el año 1985, en Villa Gesell, la medalla de oro por equipos y la medalla de oro individual en el segundo tablero reserva, en el año 1987, en Junín, la medalla de bronce por equipos y en el año 1991, en Guarapuava.
Ganador del II Torneo Magistral de Colonia del año 2008.

## Libros
Guillermo Soppe escribió el siguiente libro sobre ajedrez en colaboración con Raúl Grosso:
- Erich Eliskases, caballero del ajedrez, editorial EDUCC, Córdoba (Argentina), año 2008.